# Gasto militar de los Estados Unidos

Presupuesto militar de los Estados Unidos (azul), en comparación con los de China, Rusia y la antigua Unión Soviética. Todos en miles de millones de dólares constantes de 2019.

El presupuesto militar de los Estados Unidos es la porción más grande del gasto federal discrecional de ese país. Para el año 2022 fue de $782 mil millones de dólares.
Asignado al Departamento de Defensa, financia a las cinco ramas: la Armada, el Cuerpo de Marines, el Ejército, la Fuerza Aérea y la Fuerza Espacial. El gasto paga los salarios, el entrenamiento, la atención médica, mantiene las armas, el equipo, las instalaciones, financia las operaciones, desarrolla y compra nuevos artículos; para sus fuerzas armadas.
Según el Instituto Internacional de Investigación para la Paz de Estocolmo, el gasto militar de los Estados Unidos en 2021 alcanzó los 801.000 millones de dólares.

## Presupuesto para 2022
Actualmente el Departamento de Defensa está operando bajo una resolución continua que restringe el gasto, a pesar de que la nación debe responder a eventos mundiales; como la invasión rusa de Ucrania. La solicitud de presupuesto de defensa para el año fiscal 2023 superará los $773 mil millones, según el presidente del Comité de Servicios Armados de la Cámara.

### Trámite
En mayo de 2021 la petición de presupuesto de defensa del presidente para el año fiscal 2022 fue $715 mil millones, un aumento de $10 mil millones más que en 2021. Si se incluye el Departamento de Energía, el monto asciende a $753 mil millones totales.
El 22 de julio de 2021 el Senado Comité de Servicios Armados aprobó un presupuesto $25 mil millones más grande que la petición de presupuesto del defensa del Presidente para FY2022. El Acto de Autorización de Defensa Nacional, budgeting $740 mil millones para defensa, estuvo firmado 27 de diciembre de 2021.
Por departamento militar, la porción del Ejército de la petición de presupuesto, $173 mil millones, gotas $3.6 mil millones del enacted FY2021 presupuesto; el Departamento del Navy  porción de la petición de presupuesto, $211,7 mil millones, aumenta 1.8% del enacted FY2021 presupuesto, en gran parte debido al 6% aumento para el Cuerpo Marino' reestructuración a una fuerza de combate litoral (Navy petición: $163.9 mil millones, o justo 0.6% sobre FY2021, petición de Cuerpo de la Marine: $47,9 mil millones, un 6,2% aumento sobre FY2021); la Fuerza de Aire  $156,3 mil millones petición para FY2022 es un 2,3% aumento sobre FY21 enacted presupuesto; el presupuesto de Fuerza Espacial de $17,4 mil millones es un 13,1% aumento sobre FY21 enacted presupuesto. En el extranjero Operaciones de Contingencia (OCO) es ahora reemplazado por 'guerra directa y soportando costes', los cuales son ahora emigrados al presupuesto. Después de la liberación del FY2022 peticiones de presupuesto a Congreso, los departamentos militares también posted su Unfunded listas/de requisitos de las prioridades para el Congressional Comités de Servicios Armados.

## Historia
Cuando de 2013, el Departamento de Defensa era la tercera rama ejecutiva más grande departamento y utilizó 20% del presupuesto federal.
Para el 2011 año fiscal, el presupuesto de base del presidente para el Departamento de Defensa y gastando encima "en el extranjero operaciones de contingencia" combinan para traer la suma a EE. UU.$664,84 mil millones.
Cuándo el presupuesto estuvo firmado a ley el 28 de octubre de 2009, la medida final del Departamento del presupuesto del defensa era $680 mil millones, $16 mil millones más de Presidente Obama había pedido. Un adicional $37 mil millones supplemental factura para apoyar las guerras en Iraq y Afganistán estuvo esperada para pasar en la primavera de 2010, pero ha sido retrasado por la Cámara de Representantes después de pasar el Senado.

### Años 2000

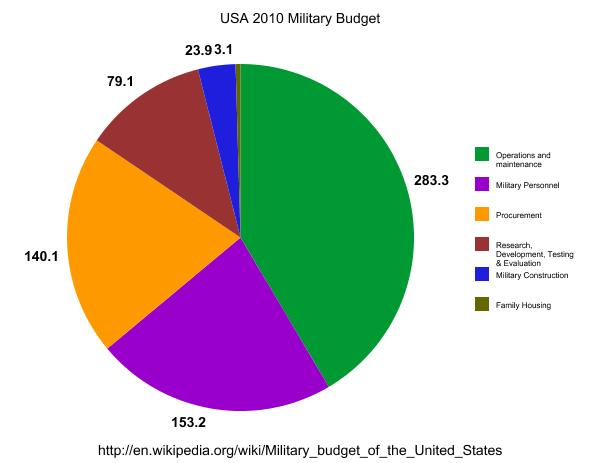
Gastos del presupuesto militar de 2010

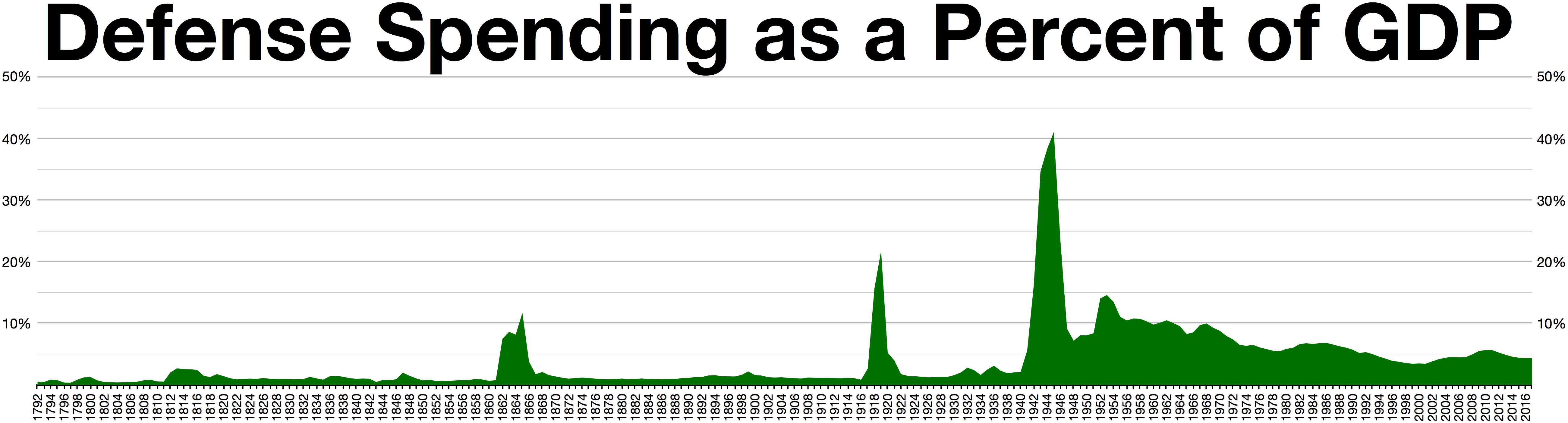
El defensa que Gasta como Porcentaje de PIB 1792@–2017

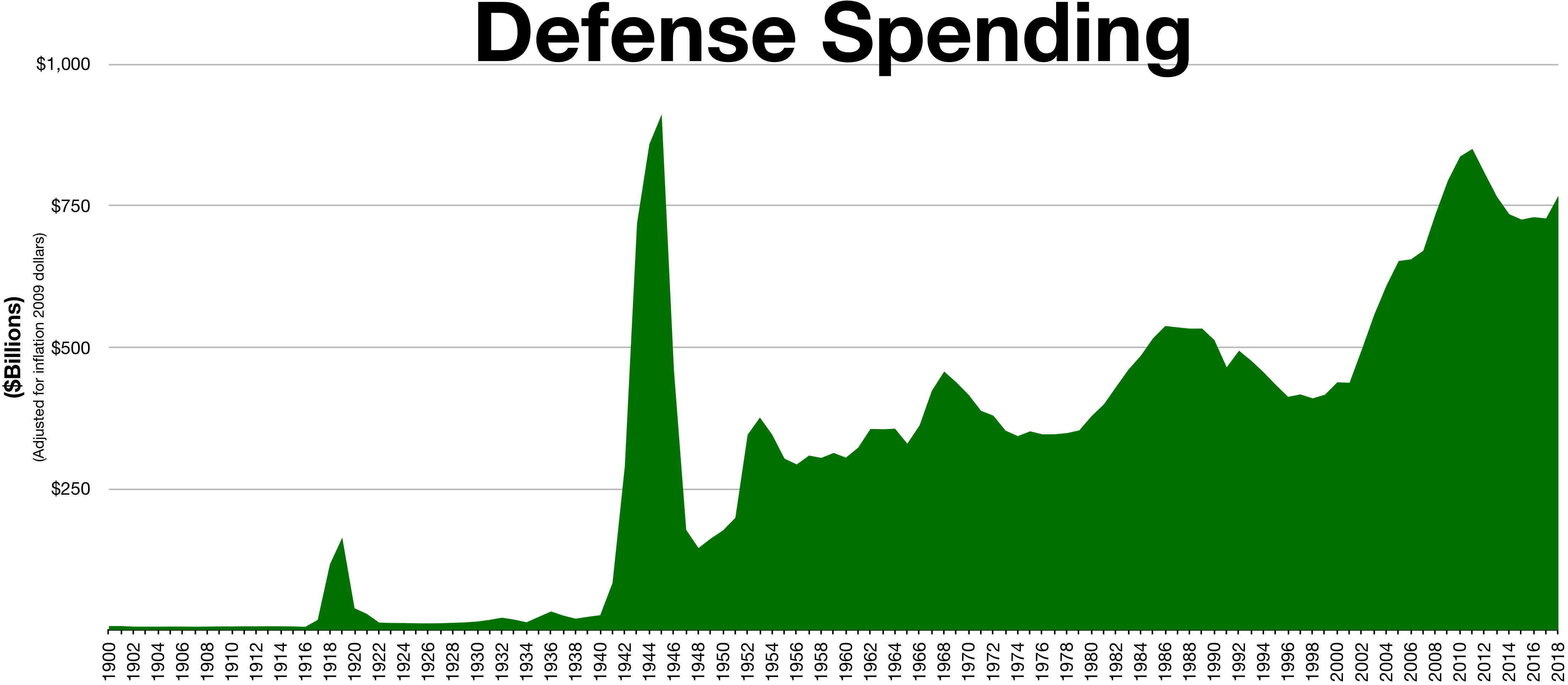
El defensa histórico que gasta

Las operaciones militares recientes en Irak y Afganistán fueron financiadas en gran medida a través de proyectos de ley de gastos complementarios que complementaron las solicitudes de presupuesto militar anual para cada año fiscal. Sin embargo, las guerras en Irak y Afganistán se clasificaron como "operaciones de contingencia en el extranjero" a principios del año fiscal 2010, y el presupuesto está incluido en el presupuesto federal.
A fines de 2008, EE. UU. había gastado aproximadamente $900 mil millones en costos directos en las guerras de Irak y Afganistán. El gobierno también incurrió en costos indirectos, que incluyen intereses sobre deuda adicional y costos incrementales, financiados por la Administración de Veteranos, para atender a más de 33.000 heridos. Algunos expertos estiman que los costos indirectos en algún momento excederán los costos directos. En junio de 2011, el costo total de las guerras fue de aproximadamente 1,3 billones de dólares.
El acompañante graphs espectáculo que EE. UU. militares gastando como porcentaje de PIB peaked durante Segunda Guerra Mundial.
La mesa muestra histórica gastando encima defensa de 1996–2015, gastando para 2014–15 está estimado. El presupuesto de defensa está mostrado en miles de millones de dólares y presupuesto total en billones de dólares. El porcentaje de los EE. UU. totales el presupuesto federal gastó encima el defensa está indicado en la tercera fila, y cambio en el defensa que gasta del año anterior en la fila final.
| Décadas                                    | 1990 | 1990 | 1990 | 1990 | 2000 | 2000  | 2000 | 2000  | 2000 | 2000 | 2000  | 2000  | 2000  | 2000 | 2010 | 2010 | 2010 | 2010  | 2010 | 2010 |
| Años                                       | 96   | 97   | 98   | 99   | 00   | 01    | 02   | 03    | 04   | 05   | 06    | 07    | 08    | 09   | 10   | 11   | 12   | 13    | 14   | 15   |
| ------------------------------------------ | ---- | ---- | ---- | ---- | ---- | ----- | ---- | ----- | ---- | ---- | ----- | ----- | ----- | ---- | ---- | ---- | ---- | ----- | ---- | ---- |
| Presupuesto de defensa (miles de millones) | 266  | 270  | 271  | 292  | 304  | 335   | 362  | 456   | 491  | 506  | 556   | 625   | 696   | 698  | 721  | 717  | 681  | 610   | 614  | 637  |
| Presupuesto total (billones)               | 1,58 | 1,64 | 1,69 | 1,78 | 1,82 | 1,96  | 2,09 | 2,27  | 2,41 | 2,58 | 2,78  | 2,86  | 3,32  | 4,08 | 3,48 | 3,51 | 3,58 | 3,48  | 3,64 | 3,97 |
| Presupuesto de defensa %                   | 16,8 | 16,5 | 16,0 | 16,4 | 16,7 | 17,1  | 17,3 | 20,1  | 20,4 | 19,6 | 20,0  | 21,9  | 20,9  | 17,1 | 20,7 | 20,4 | 19,1 | 17,5  | 16,8 | 16,0 |
| Cambio porcentual del gasto                | −0,1 | +1,6 | +0,2 | +7,8 | +4,0 | +10,1 | +8,2 | +26,0 | +7,6 | +3,1 | +10,0 | +12,5 | +11,3 | +0,2 | +3,4 | −0,6 | −5,0 | −10,5 | +0,6 | +3,8 |

## Contratistas
El papel de los contratistas de servicios de apoyo ha aumentado desde 2001 y en 2007 los pagos por servicios de contratistas superaron por primera vez las inversiones en equipo para las fuerzas armadas. En el presupuesto de 2010, los contratistas de servicios de apoyo se reducirán del 39 por ciento actual de la fuerza laboral al nivel anterior a 2001 del 26 por ciento. En una revisión del Pentágono de enero de 2011, se descubrió que los contratistas de servicios eran "cada vez más inasequibles".

## Presupuesto militar y gasto federal total

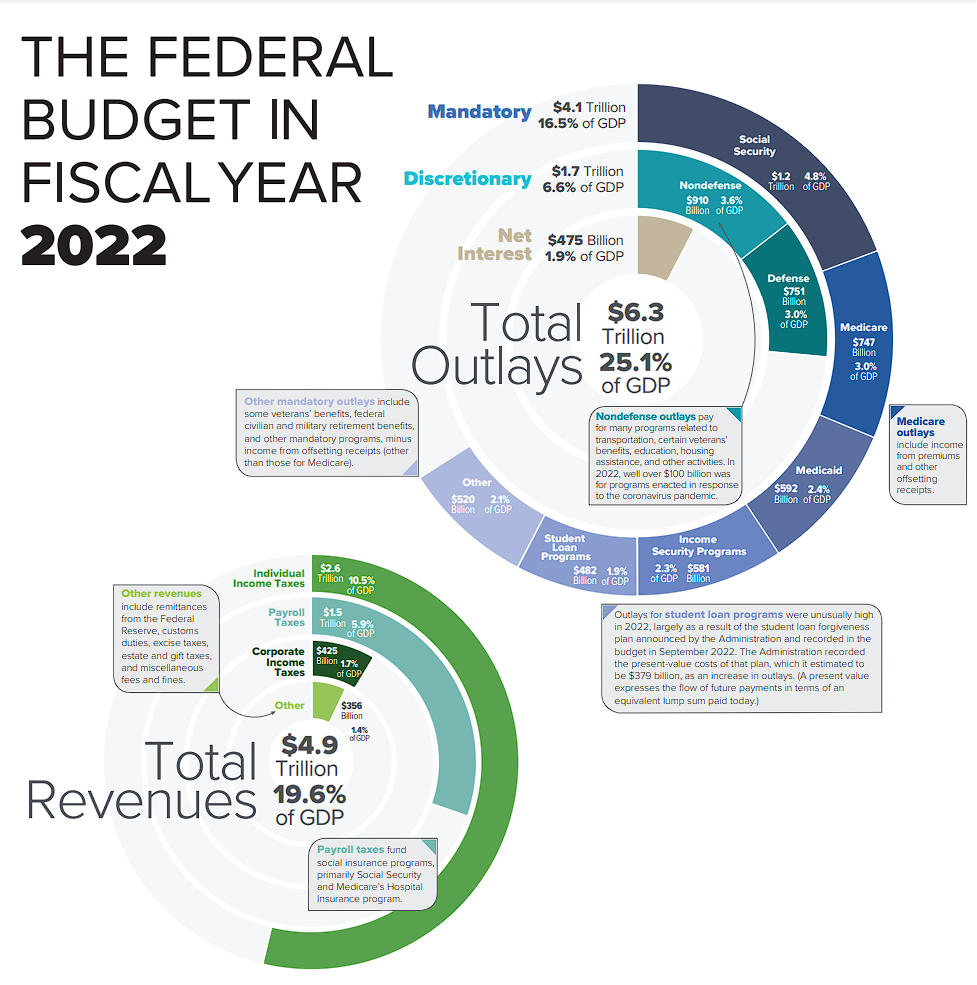
Infografía de CBO que muestra el gasto federal de 2022.

El presupuesto del Departamento de Defensa representó en el año fiscal 2017, alrededor del 14,8 % de los gastos presupuestados por el gobierno federal. Según la Oficina de Presupuesto del Congreso, el gasto en defensa creció un 9% anual en promedio en los años fiscales 2000–2009.
Debido a las limitaciones constitucionales, los fondos militares se consignan en una cuenta de gastos discrecionales (estas permiten a los planificadores del gobierno tener más flexibilidad para cambiar el gasto cada año, a diferencia de las cuentas de gastos obligatorias que ordenan el gasto en programas de acuerdo con la ley, fuera del proceso presupuestario). En los últimos años, el gasto discrecional en su conjunto ha ascendido a alrededor de un tercio de los desembolsos federales totales. La participación del gasto discrecional del Departamento de Defensa fue del 50,5% en 2003 y ha aumentado entre el 53% y el 54% en los últimos años.
En septiembre de 2017, el Senado de los Estados Unidos siguió el plan del presidente Donald Trump de expandir el gasto militar, lo que impulsará el gasto a $700 mil millones, de los cuales aproximadamente el 91,4 % se gastará en el mantenimiento de las fuerzas armadas y los costos principales del Pentágono. El gasto militar aumenta regularmente y cada año se gasta más dinero en salarios, operación y mantenimiento de los empleados, y beneficios, incluidos los beneficios de salud. Los métodos para contrarrestar el rápido aumento del gasto incluyen el cierre de bases, pero esto fue prohibido por la Ley de Presupuesto Bipartidista de 2013.

## Comparación con otros países

Un gráfico de pastel que muestra gastos militares globales por país para 2019, en EE. UU.$ miles de millones, según SIPRI

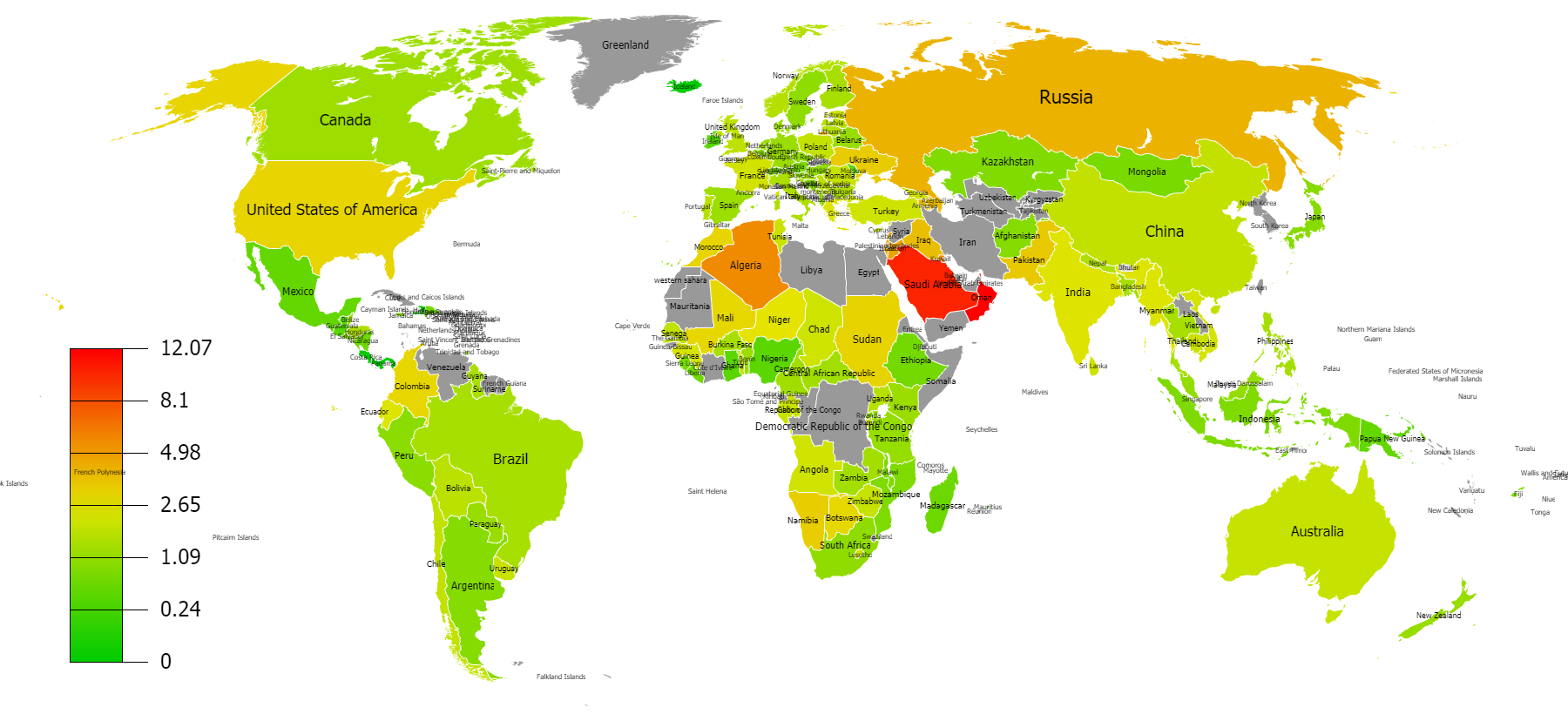
Mapa de gastos militares como porcentaje de PIB por país, 2017.

Los Estados Unidos gastan más en defensa nacional que China, India, Rusia, Arabia Saudita, Francia, Alemania, el Reino Unido, Japón, Corea del Sur y Brasil juntos. El presupuesto de 2018 representaba aproximadamente el 36 % del gasto mundial en armas (en comparación, el PIB americano es solo el 24 % del PIB mundial). En 2018 el presupuesto fue aproximadamente 2,5 más grande que los $250 mil millones del presupuesto militar de China. Los Estados Unidos y sus aliados cercanos son responsables de 2/3 del gasto militar mundial. Los Estados Unidos también mantienen el número más grande de bases militares en tierra extranjera del mundo, calculadas en más de 800.
En 2016 gastó el 3,29 % de su PIB, más que el 2,26 % de Francia y menos que el 9,85 % de Arabia Saudita. Esto es históricamente bajo para los Estados Unidos, desde que alcanzó su punto máximo en 1944 con el 37,8% del PIB y cercano al punto más bajo del 3,0% en 2000). Incluso durante el apogeo de la guerra de Vietnam, el porcentaje alcanzó un máximo del 9,4 % en 1968.
El presupuesto ha bajado en 2009, pero es todavía considerablemente más grande que cualquiera otro poder militar.

## Críticas
En 2009, el secretario de Defensa, Robert Gates, escribió que EE. UU. debería ajustar sus prioridades y gastos para abordar la naturaleza cambiante de las amenazas en el mundo: "Lo que todos estos adversarios potenciales, desde células terroristas hasta naciones rebeldes y potencias emergentes, tienen en común es que han aprendido que no es prudente confrontar a los Estados Unidos directamente en términos militares convencionales. Estados Unidos no puede dar por sentado su dominio actual y necesita invertir en programas, plataformas y personal que aseguren la persistencia de ese dominio. Pero también es importante mantener cierta perspectiva. Por mucho que la Marina de los EE. UU. se haya reducido desde el final de la Guerra Fría, por ejemplo, en términos de tonelaje, su flota de batalla sigue siendo más grande que las siguientes 13 armadas combinadas, y 11 de esas 13 armadas son aliados o socios de los EE. UU. El secretario Gates anunció algunas de sus recomendaciones presupuestarias en abril de 2009.
Los gastos de los años fiscales 2001 a 2010 fueron analizados por Russell Rumbaugh, oficial retirado del Ejército y exanalista militar de la CIA, en un informe para el Stimson Center. Rumbaugh escribió: "Entre 1981 y 1990, la Fuerza Aérea compró 2.063 cazas. En cambio, entre 2001 y 2010 compró solo 220. Sin embargo, entre 2001 y 2010, la Fuerza Aérea gastó $ 38 mil millones en fondos de adquisición solo en aviones de combate en dólares ajustados por inflación, en comparación con los $ 68 mil millones que gastó entre 1981 y 1990. En otras palabras, la Fuerza Aérea gastó el 55 por ciento del dinero para obtener el 10 por ciento de la cantidad de combatientes". Como explicó Adam Weinstein en uno de los hallazgos del informe: "Del aproximadamente $ 1 billón gastado en dispositivos desde el 11 de septiembre, el 22 por ciento provino de fondos de guerra 'suplementarios', desembolsos anuales que se votan por separado del presupuesto regular de defensa".
La mayoría de los $5 mil millones en "recortes" presupuestarios para 2013 que fueron ordenados por el Congreso en 2012, en realidad, solo cambiaron los gastos del presupuesto militar general al presupuesto de guerra de Afganistán. Declarar que casi 65.000 soldados eran temporales en lugar de parte de las fuerzas permanentes, resultó en la reasignación de $4 mil millones en gastos existentes a este presupuesto diferente.

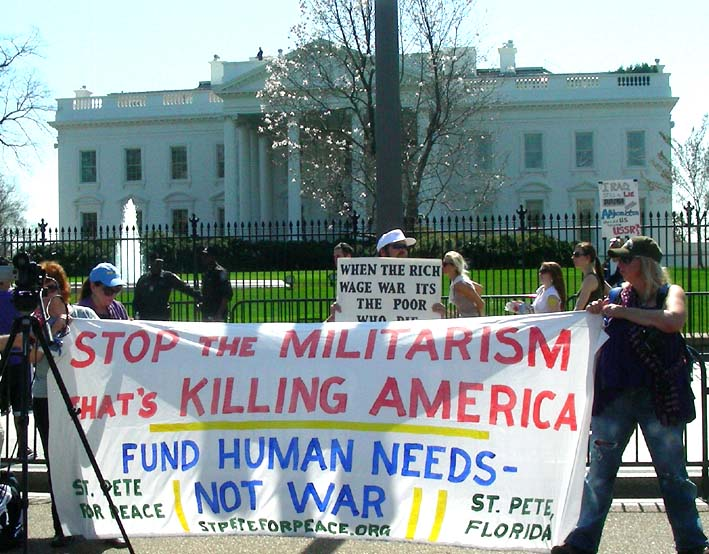
Protesta contra la guerra en Washington D. C., el 20 de marzo de 2010.

En mayo de 2012, como parte del "giro" de Asia oriental de Obama, su solicitud militar nacional de 2013 movió fondos del Ejército y la Infantería de Marina para favorecer a la Marina, pero el Congreso se ha resistido a esto.
En julio de 2014, el académico del American Enterprise Institute, Michael Auslin, opinó en National Review que la Fuerza Aérea debe ser totalmente financiada como una prioridad, debido a la superioridad aérea, el transporte aéreo global y las capacidades de ataque de largo alcance que proporciona.
En enero de 2015 el Departamento de Defensa publicó su estudio interno sobre cómo ahorrar $125 mil millones en su presupuesto militar de 2016 a 2020, mediante la renegociación de contratos con proveedores y la promoción de acuerdos más sólidos, ofreciendo a los trabajadores jubilación anticipada y capacitación.

### Precipicio fiscal de 2012
El 5 de diciembre de 2012, el Departamento de Defensa anunció que estaba planeando recortes de gastos automáticos, que incluyen $ 500 mil millones y $ 487 mil millones adicionales debido a la Ley de Control Presupuestario de 2011, debido al precipicio fiscal. Según Politico, el Departamento de Defensa se negó a explicar al Comité de Asignaciones de la Cámara de Representantes, que controla el gasto federal, cuáles eran sus planes con respecto a la planificación del precipicio fiscal.
Esto fue después de que media docena de congresistas con mucha experiencia en asuntos militares renunciaran al Congreso o perdieran sus luchas de reelección, incluido Joe Lieberman.
Lawrence Korb ha señalado que, dadas las tendencias recientes, los derechos militares y los costos de personal ocuparán todo el presupuesto de defensa para 2039.

## Auditorías de la GAO
La Oficina de Responsabilidad Gubernamental (GAO) no pudo proporcionar un informe de auditoría sobre los estados financieros de 2010, debido a «deficiencias generalizadas de control interno en materialidad, incertidumbres significativas y otras limitaciones». La GAO citó como principal obstáculo: «graves problemas de gestión financiera en el Departamento de Defensa que hicieron que sus estados financieros no fueran auditables».
Para los años fiscales 1998-2010, los estados financieros del Departamento de Defensa no fueron auditables o no se pudo realizar un informe de auditoría.

## Reforma
En una declaración del 6 de enero de 2011, el Secretario de Defensa Robert Gates declaró: «Este departamento sencillamente no puede arriesgar continuando abajo el mismo camino donde nuestras prioridades de inversión, hábitos burocráticos y la actitud hacia costes es cada vez más divorciado de las amenazas reales de hoy, el creciendo perils de mañana y el punto de vista financiero siniestro de la nación». Luego propuso un presupuesto que, si fuera aprobado por el Congreso, reduciría los costes de muchos DOD programas y políticas, incluyendo informes, infraestructura, combustible, programas de armas, burocracia y personal.
En 2018 se anunció que se estaba considerando realizar auditorías privadas al Departamento de Defensa, debido a las prácticas de contabilidad deficientes en el departamento.
El 17 de enero de 1961 el entonces presidente Dwight D. Eisenhower, en su discurso de despedida, advirtió al pueblo y gobierno de los Estados Unidos sobre la creación de «un complejo militar-industrial». La Enciclopedia Británica define al término: «Una red de personas e instituciones involucradas en la producción de armas y tecnologías militares. El complejo militar-industrial de un país normalmente intenta conseguir apoyo político para que el gobierno nacional continúe o aumente el gasto militar». Muchos críticos han argumentado que desde el comienzo de la Guerra Fría, los Estados Unidos se han convertido en un complejo militar-industrial.
La conclusión de la Segunda Guerra Mundial y el comienzo de la Guerra Fría provocaron la rápida expansión de una carrera armamentista militar. Posteriormente, la reasignación de presupuestos, impulsada por varias guerras y guerras de poder, obligó al Departamento de Defensa a aumentar la investigación y el desarrollo de nuevos sistemas y equipos militares para proliferar a gran escala para competir con, en ese momento, la Unión Soviética. Tal como lo instó el presidente Eisenhower, podría decirse que la guerra se había convertido en una industria. También especuló que la industria de guerra traería una influencia industrial similar a la de la guerra en los diversos sectores del gobierno, declaró: «En los consejos de gobierno, debemos protegernos contra la adquisición de influencia injustificada, ya sea buscada o no, por parte del complejo militar-industrial. El potencial para el ascenso desastroso del poder fuera de lugar existe y persistirá.
Tras la partida del presidente Eisenhower, los gastos y presupuestos de las fuerzas armadas crecieron exponencialmente. La Guerra Fría (1947-1991) desarrolló la mayor proliferación de un arsenal nuclear hasta la fecha. Los nuevos contratistas de defensa se pusieron de pie para satisfacer la demanda de las fuerzas armadas y sus diversos conflictos en todo el mundo. Además, la guerra de Vietnam fue el gasto más grande durante la Guerra Fría con aproximadamente $ 168 mil millones o alrededor de $1 billón en los costos inflados de hoy.
En 2022, Estados Unidos tuvo el presupuesto y los gastos de defensa más grandes de cualquier otro país del mundo, con un total de alrededor de 777 100 millones de dólares (año fiscal 22). Se especula que estos aumentos drásticos en el presupuesto fueron producto de la Guerra Global contra el Terrorismo y las guerras en Irak y Afganistán. El aumento del presupuesto militar durante la última década se puede atribuir a la producción de nuevas tecnologías, como aviones de combate de quinta generación, para satisfacer el aumento de la demanda de nuevas capacidades de combate. También para tener en cuenta, gran parte de estos costos fueron el resultado de investigación y desarrollo. La investigación y el desarrollo es uno de los enfoques principales de los Estados Unidos en el presupuesto de cualquier industria.
Controversias
A través de auditorías e informes recientes, muchos en el gobierno federal han investigado el "aumento de precios" y el abastecimiento de contratistas militares. Uno de estos incidentes notables ocurrió el 15 de mayo de 2019, cuando la Representante Alexandria Ocasio-Cortez de Nueva York (D) reprendió al contratista militar TransDigm en una audiencia sobre la brecha en el precio de un "disco de embrague no vehicular". Se informó que el contratista TransDigm había cobrado a los contribuyentes aproximadamente $1,443 (un total de $215 007 millones) por un disco de embrague cuya producción costó $32. Se compraron alrededor de 150 discos y TransDigm obtuvo una ganancia del 4436%. TransDigm finalmente recibió la orden de devolver aproximadamente $16 millones en exceso de ganancias.
Futuro
Quienes se oponen a los crecientes presupuestos de gastos militares han argumentado durante mucho tiempo que los Estados Unidos deberían reorientar y reasignar los presupuestos militares para promover el bienestar y los beneficios sociales entre sus ciudadanos. Sin embargo, las proyecciones para el futuro cercano son que el presupuesto de defensa y sus gastos seguirán creciendo exponencialmente. En el informe presupuestario del año fiscal 22 publicado, se ha otorgado la autoridad para aumentar el presupuesto de defensa en aproximadamente 17 000 millones de dólares (de los cuales 535 000 millones son parte de las obligaciones contractuales) a partir del año fiscal 21. Además, la Administración Biden ha propuesto otro aumento del presupuesto del año fiscal 23 a $737 mil millones. Por el contrario, los defensores de aumentar los presupuestos de defensa de EE. UU. han argumentado durante mucho tiempo que factores como China y otros adversarios de EE. UU. deben mantenerse bajo control (desde un punto de vista militar).